# Monster Shark
Monster Shark (wł. Shark: Rosso nell'oceano) − inspirowany Szczękami włosko-francuski horror z 1984 roku w reżyserii Lamberto Bavy.

## Fabuła
Akcja filmu toczy się wzdłuż wybrzeża, gdzieś na Florydzie w USA. Turyści sporadycznie są prześladowani przez tajemniczą morską istotę. Okoliczni mieszkańcy niewiele wiedzą na jej temat, poza faktem, że jest ona efektem wojskowego eksperymentu. Stwór pojawia się przy plaży i zaczyna żywić się niewinnymi urlopowiczami.

## Opinie
Film zebrał skrajnie negatywne recenzje krytyków. We wrześniu 2009 znalazł się wśród stu najgorszych produkcji filmowych wszech czasów według bazy Internet Movie Database (IMDb), gdzie przypisano mu pozycję 83..